# The Theory of Love
 (juillet 2013).
Si vous disposez d'ouvrages ou d'articles de référence ou si vous connaissez des sites web de qualité traitant du thème abordé ici, merci de compléter l'article en donnant les références utiles à sa vérifiabilité et en les liant à la section « Notes et références ».
Pour plus de détails, voir Fiche technique et Distribution.
The Theory of Love est un film français réalisé par Jay Oswald et produit par Les Films Du Jour. Il est sorti en salles le 10 juillet 2013. Il obtient la distinction "Honorable Mention" aux Los Angeles Movie Awards et est également sélectionné au festival Wilmore 9 de Long Beach.
The Theory of Love se veut être un film hors circuit traditionnel, dit « Guerilla. »
Lors de sa sortie, le premier film de Jay Oswald suscite perplexité et agacement mais rencontre un certain succès auprès d'une presse plus niche.

## Synopsis
Un artiste peintre se suicide en se versant un pot de peinture sur la tête. Un couple de critiques d'art homosexuels refait le monde lors d'une folle soirée. Un savant aux airs familiers passe une audition et se met à vulgariser la théorie des cordes d'une façon improbable. Une explosion de poussière et de fumée… Une femme étrange qui danse sur Elvis Presley dans un paysage immaculé. Et puis, quelque part, un jeune comédien qui tombe amoureux d'un être mystérieux rencontré dans un rêve.

## Fiche technique
- Directeur de la photographie : Jay Oswald
- Chef monteur : Christophe Ruggi
- Ingénieur du son : François-Xavier Couillard
- Compositeur : Jay Oswald
- Chef maquilleur : Lucie Stauff

## Distribution
- Clément Chauvin : Le comédien
- Claire Counil : La jeune fille aux câbles
- Adrien Calvary : Le jeune homme aux câbles
- Sheila Coren-Tissot : Dieu
- Damien Minne : L'économiste
- Thierry Gary : Critique d'art
- Jean Luc Fabre : Critique d'art
- Alexandre Leycuras : Le clown aux dents blanches
- Audrey Quoturi : Marilyn Monroe